# ريك شورت
ريك شورت (بالإنجليزية: Rick Short)‏ هو لاعب كرة قاعدة أمريكي، ولد في 6 ديسمبر 1972 في إلينوي في الولايات المتحدة.

## وصلات خارجية
- ريك شورت على موقع دوري كرة القاعدة الرئيسي (الإنجليزية)
- ريك شورت على موقع الدوري الياباني لكرة القاعدة (الإنجليزية)
- ريك شورت على موقعبيزبول رفرنس.كوم (الدوري الرئيسي) (الإنجليزية)
- ريك شورت على موقعبيزبول رفرنس.كوم (الدوري الثانوي) (الإنجليزية)
- ريك شورت على موقع إي إس بي إن.كوم (أم.أل.بي) (الإنجليزية)
- ريك شورت على موقع مشجعي الرسوم البيانية (الإنجليزية)